# Редько, Анатолий Петрович
Анатолий Петрович Редько (6 ноября 1926, Армавирский район, СССР — 5 июня 1990, Рязань, Россия) — генерал-лейтенант ВС СССР, начальник Самаркандского высшего военного автомобильного командного училища им.Верховного Совета Узбекской ССР.

## Начальная биография
Анатолий Петрович Редько родился в 1926 году в совхозе имени Сталина Армавирского района Краснодарского края.

## В годы Великой Отечественной войны
На воинскую службу призван в апреле 1943 года. Первоначальное место службы — 83 запасной стрелковый полк 28 запасной стрелковой дивизии Северо-кавказского военного округа (лагерь Авчалы, Грузинская ССР) на должности командира миномётного расчета.
С июля 1943 по январь 1944 года — шофёр 20-го отдельного прожекторного батальона Донского фронта. В феврале 1944 г. в Киеве из прожекторного батальона формируется 546-й зенитно-артиллерийский полк, А. П. Редько с этого времени — командир транспортного отделения, шофёр 546-го зенитного-артиллерийского полка 82-й дивизии ПВО 1-го Белорусского фронта. В этом подразделении Анатолий Петрович прослужил до августа 1945 года.

## В послевоенные годы
После войны А. П. Редько продолжил службу в Вооружённых силах СССР на разных должностях.
Занимал должность начальника Самаркандского высшего военного автомобильного командного училища.
С март 1984 по июнь 1990 — начальник Рязанского высшего военного автомобильного инженерного училища. 5 июня 1990 года генерал-лейтенант Редько Анатолий Петрович уволен в запас.
После увольнения проживал в Рязани. Умер в 1990 году.

## Награды
Ордена СССР
- Орден Отечественной войны I степени
- Орден Трудового Красного Знамени (1990 г.)
- Два Ордена Красной Звезды (1971,1982 гг)
- Орден «За службу Родине в Вооружённых Силах СССР» 3-й степени (1975 г)

Медали СССР
- Медаль «За боевые заслуги» (1953 г)
- Медаль «За освобождение Варшавы» (1945 г)
- Медаль «В ознаменование 100-летия со дня рождения Владимира Ильича Ленина»
- Юбилейная медаль «Двадцать лет Победы в Великой Отечественной войне 1941—1945 гг.».
- Юбилейная медаль «Тридцать лет Победы в Великой Отечественной войне 1941—1945 гг.».
- Юбилейная медаль «Сорок лет Победы в Великой Отечественной войне 1941—1945 гг.»
- Юбилейная медаль «50 лет Победы в Великой Отечественной войне 1941—1945 гг.»
- Юбилейная медаль «30 лет Советской Армии и Флота».
- Юбилейная медаль «40 лет Вооружённых Сил СССР».
- Юбилейная медаль «50 лет Вооружённых Сил СССР».
- Юбилейная медаль «60 лет Вооружённых Сил СССР».
- Юбилейная медаль «70 лет Вооружённых Сил СССР».

Иностранные награды
- Медаль Дружбы (Вьетнам)[3].

## Воинские звания
- Генерал-майор (5.05.1976 г.)
- Генерал-лейтенант (3.11.1983 г.)